# St. Clemens (Herrnzell)

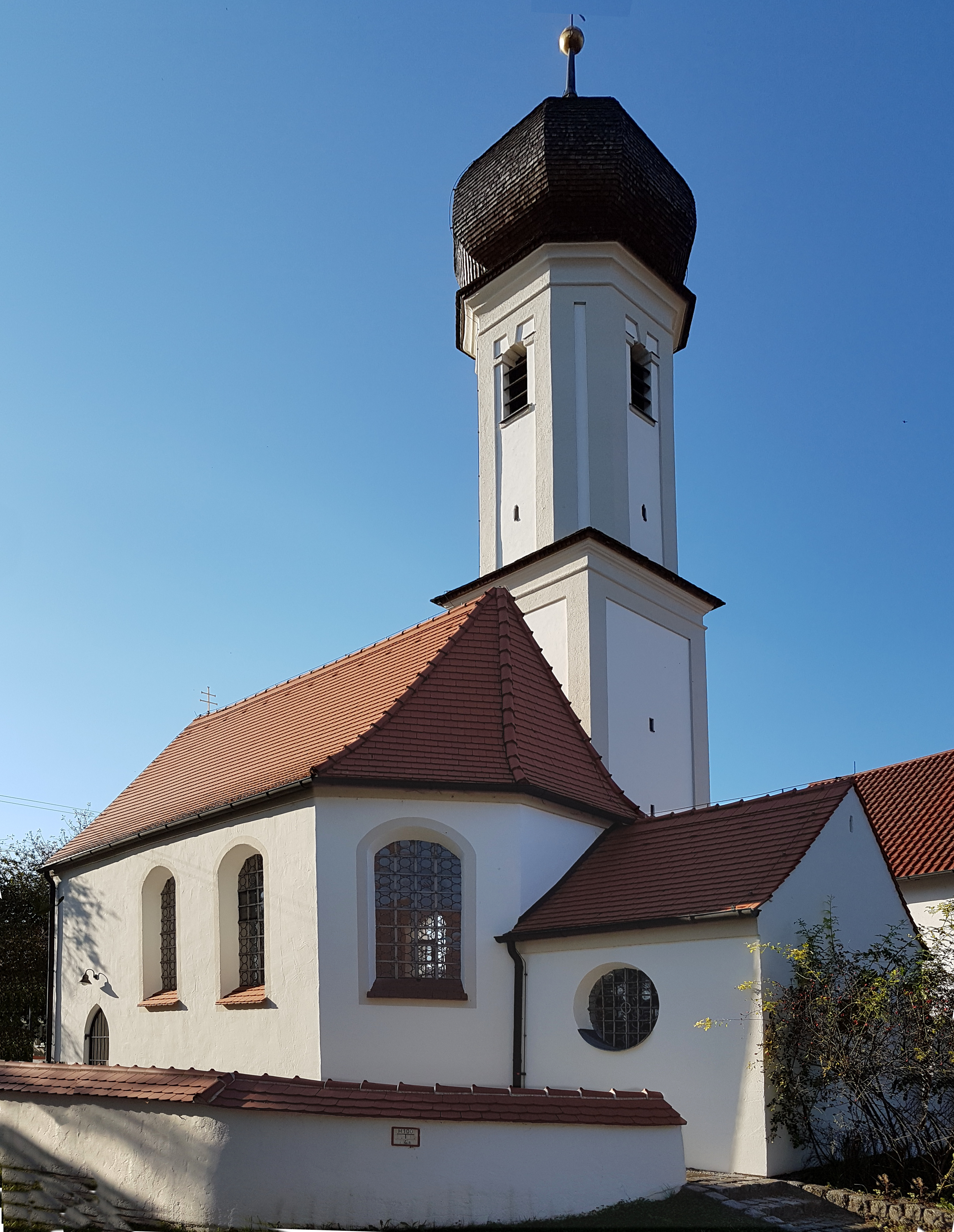
St. Clemens in Herrnzell

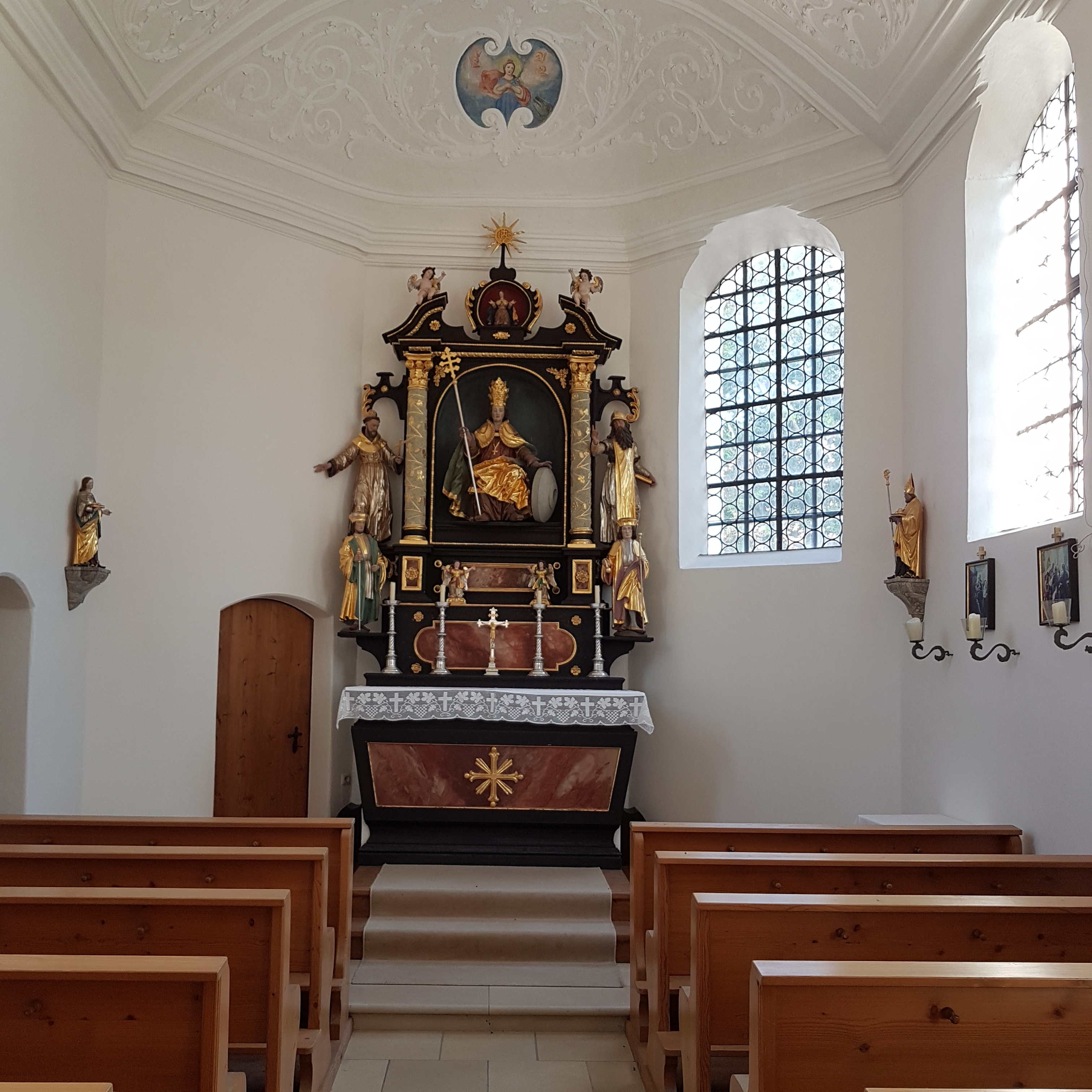
Innenansicht

St. Clemens ist eine römisch-katholische Filialkirche im Gemeindeteil Herrnzell von Egenhofen im oberbayerischen Landkreis Fürstenfeldbruck. Sie ist in der Liste der Baudenkmäler in Egenhofen als Baudenkmal unter der Nr. D-1-79-117-5 eingetragen. Die Kirche gehört zum Pfarrverband Glonnauer Land im Dekanat Fürstenfeldbruck des Erzbistums München und Freising. Kirchenpatron ist Clemens von Rom.

## Beschreibung
Im Ursprung ist St. Clemens eine spätgotische Saalkirche, die 1720/30 barock umgestaltet wurde. Sie besteht aus dem Langhaus, dem dreiseitig geschlossenen Chor im Osten, der Sakristei an der Stirnwand und dem Chorflankenturm mit Zwiebelhaube an der Nordwand des Chors. Der Glockenstuhl steht im achteckigen Obergeschoss des Turms.
Der Innenraum ist mit einem Spiegelgewölbe überspannt. Der barocke Hochaltar mit dekorierten Säulen und einem gesprengten Giebel mit einem Madonnenbild, das mit dem Christusmonogramm IHS in einem Strahlenkranz bekrönt ist, wurde um 1680/90 aufgestellt. Mittelpunkt des Altars ist eine Skulptur des hl. Clemens als Papst auf einem Thron. Clemens trägt die päpstlichen Insignien, die Tiara, das Stabkreuz, den Fischerring und eine Halskette mit Kreuz. Ein Mühlstein, eines seiner Attribute, lehnt an seiner Seite. Allgemein wird der Heilige mit einem Anker dargestellt, der ihm an den Hals gebunden worden war, um ihn im Meer zu ertränken. In Herrnzell ist es jedoch abweichend von dieser Legende der Mühlstein. Clemens wird von vier Heiligenfiguren flankiert, darunter Franz von Assisi.